# Чемпионат России по волейболу среди женщин 1993/1994
3-й Чемпионат России по волейболу среди женщин в высшей лиге «А» проходил с ноября 1993 по март 1994 года с участием 8 команд. Чемпионский титул в 3-й раз подряд выиграла екатеринбургская «Уралочка».

## Регламент турнира
В высшей лиге «А» принимали участие 8 команд. Соревнования проводились в два этапа — предварительный и финальный. На предварительном этапе соревнования проходили в два круга по туровой системе. Команда «Нальчанка» (Нальчик) после 2-го тура снялась с соревнований, результаты матчей с её участием аннулированы. Лучшие 4 команды вышли в финальный этап, где в двухкруговом турнире с учётом результатов предварительного этапа определили призёров чемпионата. Оставшаяся четвёрка по такой же схеме разыграла места с 5-го по 8-е.
За победу команды получали 2 очка, за поражение — 1, за неявку — 0. При равенстве очков у двух и более команд расстановка определялась по соотношению выигранных и проигранных партий во всех матчах. В заявку на матч разрешалось заявлять 12 волейболисток.

## Высшая лига «А»

### Предварительный этап
| М | Команда                      | 1   | 2       | 3       | 4       | 5       | 6       | 7       | И  | В  | П  | С/П   | О  |
| - | ---------------------------- | --- | ------- | ------- | ------- | ------- | ------- | ------- | -- | -- | -- | ----- | -- |
| 1 | «Уралочка» Екатеринбург      |     | 3:1     | 3:0     | 3:0     | 3:0     | 3:0     | 3:0     | 12 | 12 | 0  | 36:2  | 24 |
| 2 | ЦСКА Москва                  | 1:3 |         | 3:1 3:2 | 3:1 3:0 | 3:0     | 3:1     | 3:1 3:0 | 12 | 10 | 2  | 32:13 | 22 |
| 3 | «Уралтрансбанк» Екатеринбург | 0:3 | 1:3 2:3 |         | 3:0 3:1 | 3:1 3:0 | 3:0     | 3:0     | 12 | 8  | 4  | 27:14 | 20 |
| 4 | «Метар» Челябинск            | 0:3 | 1:3 0:3 | 0:3 1:3 |         | 3:2 3:0 | 3:2 2:3 | 2:3 3:0 | 12 | 4  | 8  | 18:20 | 16 |
| 5 | «Спартак» Омск               | 0:3 | 0:3     | 1:3 0:3 | 2:3 0:3 |         | 3:1 3:2 | 3:1     | 12 | 4  | 8  | 15:29 | 16 |
| 6 | «Динамо» Краснодар           | 0:3 | 1:3     | 0:3     | 2:3 3:2 | 1:3 2:3 |         | 3:2 3:0 | 12 | 3  | 9  | 16:31 | 14 |
| 7 | ТТУ Санкт-Петербург          | 0:3 | 1:3 0:3 | 0:3     | 3:2 0:3 | 1:3     | 2:3 0:3 |         | 12 | 1  | 11 | 8:35  | 13 |

«Уралочка», ЦСКА, «Уралтрансбанк» и «Метар» вышли в финальный этап первенства.

### Финальный этап
| М | Команда                      | 1       | 2       | 3       | 4       | И  | В  | П  | С/П   | О  |
| - | ---------------------------- | ------- | ------- | ------- | ------- | -- | -- | -- | ----- | -- |
| 1 | «Уралочка» Екатеринбург      |         | 3:0 0:3 | 3:0     | 3:0     | 18 | 17 | 1  | 51:5  | 35 |
| 2 | ЦСКА Москва                  | 0:3 3:0 |         | 3:0     | 3:0     | 18 | 15 | 3  | 47:16 | 33 |
| 3 | «Уралтрансбанк» Екатеринбург | 0:3     | 0:3     |         | 3:0 0:3 | 18 | 9  | 9  | 30:29 | 27 |
| 4 | «Метар» Челябинск            | 0:3     | 0:3     | 0:3 3:0 |         | 18 | 5  | 13 | 21:35 | 23 |

Итоговые результаты с учётом всех игр команд-участниц на предварительном этапе.

### За 5-7 места
| М | Команда             | 5       | 6       | 7       | И  | В | П  | С/П   | О  |
| - | ------------------- | ------- | ------- | ------- | -- | - | -- | ----- | -- |
| 5 | «Спартак» Омск      |         | 0:3 3:1 | 3:0 3:1 | 16 | 7 | 9  | 24:34 | 23 |
| 6 | «Динамо» Краснодар  | 3:0 1:3 |         | 3:1 2:3 | 16 | 5 | 11 | 25:38 | 21 |
| 7 | ТТУ Санкт-Петербург | 0:3 1:3 | 1:3 3:2 |         | 16 | 2 | 14 | 13:46 | 18 |

Итоговые результаты с учётом всех игр команд-участниц на предварительном этапе.

### Итоговая расстановка
| 1. «Уралочка» Екатеринбург   |
| 2. ЦСКА Москва               |
| 3. «Уралочка»-2 Екатеринбург |
| 4. «Метар» Челябинск         |
| 5. «Спартак» Омск            |
| 6. «Динамо» Краснодар        |
| 7. ТТУ Санкт-Петербург       |

«Нальчанка» (Нальчик) не закончила предварительные соревнования; результаты матчей с её участием аннулированы.

### Призёры
«Уралочка» (Екатеринбург): Евгения Артамонова, Елена Батухтина, Светлана Василевская, Татьяна Грачёва, Мария Лихтенштейн, Татьяна Меньшова, Наталья Морозова, Елизавета Тищенко, Наталья Торгашова, Ирина Уютова, Лариса Яровенко. Тренер — Николай Карполь.
 ЦСКА (Москва): Наталья Беляева, Татьяна Буцкая, Светлана Губайдулина, Елена Елфимова (Рогожина), Наталья Жарова, Лариса Ломакина, Ирина Мизгирева, Ольга Морозова, Ольга Поташова, А.Романова, Любовь Соколова, Марина Харчинская. Тренер — Леонид Зайко.
 «Уралочка»-2 (Екатеринбург): Татьяна Белявская, О.Воронкова, Ирина Донец, Инесса Емельянова, Марина Журавлёва, Светлана Коробкова, Ирина Лобзова, Александра Сорокина, Илона Старкова, Юлия Тимонова, Лариса Якунина. Тренер — Николай Карполь.

## Переходный турнир
4-11 мая 1994. Раменское.
Играли аутсайдер высшей лиги «А» и команды, занявшие 2-е и 3-е места в высшей лиге «Б».
Итоговая расстановка
| 1. «Синяя птица» Балаково |
| 2. ТТУ Санкт-Петербург    |
| 3. «Забайкалка» Чита      |

«Синяя Птица» выиграла путёвку в высшую лигу «А» сезона 1994—1995.

## Высшая лига «Б»
Итоговая расстановка
| 1. «Россы» (Москва)                |
| 2. «Забайкалка» (Чита)             |
| 3. «Синяя Птица» (Балаково)        |
| 4. «Искра» (Самара)                |
| 5. «Горизонт» (Барнаул)            |
| 6. «Темп» (Ижевск)                 |
| 7. «Экран» (Санкт-Петербург)       |
| 8. «Белые Звёзды» (Белгород)       |
| 9. «Малахит» (Екатеринбург)        |
| 10. «Факел» (Новый Уренгой)        |
| 11. «Заречье» (Московская область) |
| 12. «Основа» (Иваново)             |
| 13. «Ахтуба» (Волгоград)           |
| 14. ТСТ (Тула)                     |
| 15. ТДЛ (Московская область)       |
| 16. «Уссури» (Хабаровск)           |

## Первая лига
Итоговая расстановка
| 1. «Рекорд» (Воронеж)              |
| 2. АЭС (Волгодонск)                |
| 3. «Буревестник» (Уфа)             |
| 4. «Металлист» (Каменск-Уральский) |
| 5. «Дружба» (Йошкар-Ола)           |
| 6. «Геолог» (Тюмень)               |
| 7. «Кама» (Набережные Челны)       |
| 8. «Лодия» (Курган)                |
| 9. «Алтрос» (Крымск)               |
| 10. КИТ (Тверь)                    |
| 11. «Пищевик» (Курск)              |
| 12. СКИФ (Смоленск)                |

## Вторая лига
Итоговая расстановка
| 1. «Муза» (Нижний Новгород)    |
| 2. «Юность» (Казань)           |
| 3. «Экономист» (Саратов)       |
| 4. «Береста» (Новгород)        |
| 5. «Искра»-2 (Самара)          |
| 6. «Ирбитчанка» (Ирбит)        |
| 7. «Университет» (Калининград) |
| 8. «Уникс-Там» (Казань)        |
| 9. «Кыштым» (Кыштым)           |
| 10. «Буревестник» (Оренбург)   |
| 11. «Буревестник» (Владимир)   |
| 12. ЭВОС (Пенза)               |
| 13. «Лайме» (Саранск)          |